# Ådalsbruk
Ådalsbruk este o localitate din comuna Løten, provincia Hedmark, Norvegia, cu o suprafață de 0,72 km² și o populație de 721 locuitori (2013).